# NGC 2098
NGC 2098 (другое обозначение — ESO 57-SC28) — рассеянное скопление в созвездии Золотой Рыбы, расположенное в Большом Магеллановом Облаке. Открыто Джеймсом Данлопом в 1826 году.
В скоплении наблюдаются признаки сегрегации масс. Возраст NGC 2098 составляет 63—79 миллионов лет. Самые яркие звёзды главной последовательности NGC 2098 расположены в центральной части скопления поперечником 1,5'.
Этот объект входит в число перечисленных в оригинальной редакции «Нового общего каталога».